# Amizade Colorida
Amizade Colorida est une série télévisée brésilienne en onze épisodes de 40 minutes, créée par Armando Costa, Bráulio Pedroso, Domingos de Oliveira et Lenita Plonczinski, et diffusée entre le 20 avril et le 29 juin 1981 sur le réseau Globo.
En France, un épisode de cette série a été diffusé le 11 août 1983 et rediffusé le 5 décembre 1987 sur Antenne 2.

## Distribution
- Antônio Fagundes : Eduardo « Edu » Lusceno
- Eduardo Conde (pt) : diretor
- Fernando Eiras (pt) : Johnson
- Renée de Vielmond (pt) : Sônia
- Tânia Loureiro (pt) : Betinha
- Ivan de Albuquerque (pt) : Ubirajara

## Épisodes
1. Ce sont des choses qui arrivent... (Isso acontece...)
2. Le Ventre (Barriga)
3. Vertige des hauteurs (Vertigem de altura)
4. C'est dur d'être un homme (Das dificuldades de ser homem)
5. Minettes et matous (Gatinhas e gatões)
6. La Beauté (Beleza)
7. Marée basse (Maré baixa)
8. Désordre (Bagunça)
9. Période de chasse (Temporada de caça)
10. La femme de mon ami est un homme (Mulher de amigo meu é homem)
11. Maman, je veux... (Mamãe eu quero)